# Rio Divaia
O Rio Divaia é um rio da Romênia, afluente do Arieşul Mic, localizado no distrito de Alba.